# ダイヤルM
『ダイヤルM』（ダイヤルエム、原題：A Perfect Murder）は、1998年のアメリカ映画。アンドリュー・デイヴィス監督のサスペンス。
1954年公開の『ダイヤルMを廻せ!』のリメイク作品。キャッチ・コピーは「愛さえも殺しの道具。」

## ストーリー
実業家スティーブンは破産直前まで追い込まれていた。彼は妻エミリーの財産を狙って彼女の殺害を計画する。彼は彼女の浮気を知り彼女の愛人デビッドに50万ドルで殺人を依頼する。スティーブンは自分の留守中にデビッドを自宅に忍び込ませ、妻を殺害させようとしていた。計画は実行に移されたものの、エミリーは家に押し入った男を逆に殺してしまう。しかしその男はデビッドではなかった。騙されたスティーブンは憤慨しデビッド捜しを始める……。

## 登場人物
スティーヴン・テイラー
演 - マイケル・ダグラス
会社の経営者。しかし、破産寸前で追い込まれている。このことからエミリーの財産を狙い、彼女の殺害を企てるようになる。様々な謀略を張り巡らすものの何らかの不運で悉く失敗し、最終的に自分の手で殺害を考えるが返り討ちにあい、自身が死亡する。
エミリー・ブラッドフォード・テイラー
演 - グウィネス・パルトロウ
スティーブンの妻。資産家の娘。国連で働いている。スティーヴンの思い通りにならないと気が済まない性格に辟易し、夫婦仲は冷え切っており、デイヴィッドと不倫している。
デイヴィッド・ショー
演 - ヴィゴ・モーテンセン
画家。エミリーと不倫している。実は二度も女性をだました詐欺で捕まった過去がある。このことでスティーヴンに強請られ、殺人計画に加担するようになる。そのことで逆にスティーヴンを強請るが口封じを兼ねて殺害される。しかし会話を録音したテープがエミリーのもとに送られており、このことが事件の解決、そしてスティーヴンの末路に繋がった。
モハメド・カラマン
演 - デヴィッド・スーシェ
刑事。エミリーが殺害されそうになった事件を担当する。
ラケル・マーティニーズ
演 - サリタ・チョウドリー
エミリーの友人。エミリーの愚痴を聞いてあげていた。

## キャスト
| 役名                                 | 俳優                   | 日本語吹替 | 日本語吹替   | 日本語吹替   |
| 役名                                 | 俳優                   | ソフト版   | 日本テレビ版 | テレビ朝日版 |
| ------------------------------------ | ---------------------- | ---------- | ------------ | ------------ |
| スティーヴン・テイラー               | マイケル・ダグラス     | 小川真司   | 船越英一郎   | 小川真司     |
| エミリー・ブラッドフォード・テイラー | グウィネス・パルトロウ | 田中敦子   | 山崎美貴     | 深見梨加     |
| デイヴィッド・ショー                 | ヴィゴ・モーテンセン   | 山路和弘   | 小山力也     | 平田広明     |
| モハメド・カラマン                   | デヴィッド・スーシェ   | 池田勝     | 池田勝       | 大木民夫     |
| ラケル・マーティニーズ               | サリタ・チョウドリー   | 千島楊子   | 沢田敏子     | 沢海陽子     |
| ボビー・フェイン                     | マイケル・P・モラン    | 仲野裕     | 糸博         | 糸博         |
| アリス・ウィルス大使                 | ノベラ・ネルソン       | 磯辺万沙子 | 磯辺万沙子   | 野沢由香里   |
| サンドラ・ブラッドフォード           | コンスタンス・タワーズ | 久保田民絵 |              |              |
| ジェイソン・ゲイツ                   | ウィル・ライマン       | 辻親八     | 有本欽隆     | 水野龍司     |
| アン・ゲイツ                         | メイブ・マグワイア     | 藤生聖子   | 雨蘭咲木子   | 藤生聖子     |

- 日本テレビ版：初回放送2002年2月15日『金曜ロードショー』
- テレビ朝日版：初回放送2003年11月16日『日曜洋画劇場』

テレビでの再放送ではテレビ朝日版の吹替が使用されることが多い。